# Ibn-i-Asdaq
Ibn-i-Asdaq, come è meglio noto tra i Bahai Mírzá ʻAlí-Muḥammad-i-K͟hurásání (in arabo ميرزا علي محمد خراساني‎?; ... – 1928) è stato un religioso persiano, eminente seguace di Bahá'u'lláh, il fondatore della religione Bahai.
Ibn-i-Asdaq fu nominato Mano della Causa e indicato come uno dei diciannove Apostoli di Bahá'u'lláh.

Bahá'u'lláh lo chiamò Shahíd Ibn-i-Shahíd, Martire figlio di martire, per essere figlio di Mullá Sádiq, un martire del Bábismo, e per avere egli stesso offerto la propria vita per la Fede bahai.
()
Nel 1920 Ibn-i-Asdaq e Ahmad Yazdani portarono la tavola chiamata Tavola all'Aia di ‘Abdu'l-Bahá all'Organizzazione centrale per una pace duratura dell'Aia..
Ibn-i-Asdaq fu uno dei pochi Apostoli di Bahá'u'lláh a vivere durante il periodo in cui Shoghi Effendi era Custode della Causa,
La figlia di Ibn-i-Asdaq, Ruha Asdaq, fervente Bahai, scrisse il libro One Life One Memory sulle esperienze sul pellegrinaggio bahai